# هوانگ شوان
هوانگ شوان (چینی: 陈学冬؛ زادهٔ ۳ مارس ۱۹۸۵) هنرپیشه اهل چین است.
هوانگ متولد و بزرگ شده در لانژو، گانسو، چین، در سال ۲۰۰۸ از آکادمی رقص پکن فارغ التحصیل شد. او در همان سال اولین فیلم خود را بازی کرد. از جمله پروژه های قابل توجه او در سال های قبل می‌توان به بازی در سریال رویای عمارت‌های قرمز اشاره کرد.
از فیلم‌ها یا برنامه‌های تلویزیونی که وی در آن نقش داشته است می‌توان به تأسیس یک حزب، دیوار بزرگ چین و ۱۹۲۱ اشاره کرد.